# Bognár István (játékvezető)
Bognár István (Miskolc, 1948. július 20. –) magyar nemzeti labdarúgó-játékvezető. Egyéb foglalkozása: MÁV-dolgozó. Jelenlegi lakhelye Miskolc.

## Pályafutása

### Nemzeti játékvezetés
A játékvezetői vizsgát 1968-ban tette le. Ellenőrei, sportvezetői javaslatára 1985-ben lett első osztályú játékvezető. Az aktív nemzeti játékvezetéstől 1995-ben vonult vissza. Az NB II-ben 120 mérkőzést, az NB I/B-ben 40 alkalommal vezetett találkozót. NB I-es mérkőzéseinek száma: 93.
| Időpont            | Helyszín                           | Mérkőzés típusa          | Mérkőzés                     | Eredmény |
| ------------------ | ---------------------------------- | ------------------------ | ---------------------------- | -------- |
| 1985. április 20.  | Oláh Gábor utcai Stadion, Debrecen | első NB I-es mérkőzése   | Debreceni VSC–Szegedi EOL AK | 2 – 0    |
| 1995. november 18. | Oláh Gábor utcai Stadion, Debrecen | utolsó NB I-es mérkőzése | Debreceni VSC–Csepel SC      | 5 – 0    |

#### Nemzeti kupamérkőzések
Vezetett Kupa-döntők száma: 1.

##### Szabad Föld-kupa
1964 óta a falusi labdarúgók kupadöntőjét, a Szabad Föld-kupa döntőjét rendszeresen a Magyar Népköztársasági Kupa döntő előmérkőzéseként bonyolították le. A döntőben való részvételre az az alsóbb osztályú együttes jogosult, amelyik a legmesszebb jutott a Magyar Népköztársasági Kupában.
| Időpont          | Helyszín               | Mérkőzés típusa        | Mérkőzés                       | Eredmény | Nézők száma | Partbírók                       |
| ---------------- | ---------------------- | ---------------------- | ------------------------------ | -------- | ----------- | ------------------------------- |
| 1993. június 16. | Városi Stadion, Sáránd | második döntő mérkőzés | Sárándi Speditőr SE–Kalocsa SE | 2 – 0    | 2500        | Kurmai Zoltán/Zvolenszky László |

### Nemzetközi játékvezetés
Szakmai munkájának elismeréseként 17-szer partjelzőként, asszisztensként nyújthatott segítséget a működő FIFA játékvezetőnek. A Paris Saint-Germain FC–Gent UEFA-kupa összecsapásra illetve két felnőtt válogatott, valamint a Csehszlovákia–Norvégia és az Ausztria–San Marino találkozóra emlékszik szívesen, Jelen lehetett Puhl Sándor első nemzetközi mérkőzésén, illetve az utolsó külföldi mérkőzésén, mint partbíró.

#### Magyar női labdarúgó-válogatott
A magyar női játékvezetői keret felállításáig férfi játékvezetők irányították a női válogatott felkészülési mérkőzéseit.
| Időpont              | Helyszín                   | Mérkőzés típusa             | Mérkőzés                                      | Eredmény | Nézők száma |
| -------------------- | -------------------------- | --------------------------- | --------------------------------------------- | -------- | ----------- |
| 1988. szeptember 17. | Városi Stadion, Mezőkövesd | felkészülési (24. mérkőzés) | Magyarország–Bulgária                         | 2 – 2    | 2000        |
| 1989. szeptember 24. | Városi Stadion, Mezőkövesd | felkészülési (31. mérkőzés) | Magyar Női labdarúgó-válogatott–Lengyelország | 0 – 0    | 1800        |

## Sportvezetőként
Visszavonulása után megyei Játékvezetői Bizottsági (JB) elnökként, majd mentorként segíti több fiatal sportember szakmai fejlődését. Az MLSZ JB ellenőre, eddig (2008) 119 mérkőzés játékvezetőjének szakmai munkáját ellenőrizte.

## Sikerei, díjai
1984-ben Szlávik András a JB elnöke játékvezetői pályafutásának elismeréseként ezüstjelvény kitüntetésbe részesítette.